# ريو سونج مين
ريو سونج مين (ولد في 5 أغسطس 1982 في سيول، كوريا الشمالية) هو لاعب تنس طاولة كوري، فاز بذهبية أولمبياد أثينا 2004 لمنافسات فردي الرجال متغلبا على المصنف الأول اللاعب الصيني وانج هاوبنتيجة 4-2، كان قد فاز على بطل أولمبياد 1992 جان فالدنر 4-1 في طريقه إلى النهائي.
شارك في أولمبياد بكين 2008 وأولمبياد لندن 2012 في المنتخب الكوري الذي فاز بالميدالية البرونزية والفضية على التوالي.
صُنف ريو في المركز الخامس والعشرين في التصنيف العالمي لشهر يوليو سنة 2013.

## أسلوب اللعب
يستخدم ريو قبضة القلم، على خلاف لاعبين مثل ما لين ووانج هاو فإنه لا يسنعمل أبدا الجانب الخلفي للمضرب، في الواقع هو لا يستخدم مطاط لوجه المضرب الخلفي، يعتمد ريو بقوة على اللياقة البدنية العالية للقدمين واللولبات الأمامية والدفع للفوز بالنقاط.
لعب ريو لبعض الوقت بمضرب Xiom كوري موقع باسمه، ة وظل يستعمل ProZRSM منذ فوزه في أولمبياد أثينا 2004؛ مؤخرا استبدل مضربه بمضرب بترفلاي (Butterfly) ياباني، ويستخدم حاليا مضرب RSM ZLC ومطاط للمضرب من نوع Tenergy 64.
في شهر ديسمبر 2012 صنف في المركز العشرين عالميا، كان أفضل تصنيف له في المركز الثاني في شهر سبتمبر 2004، ومنذ نوفمبر 2001 كان -دائما- في الخمس والعشرين الأول لتصنيف الاتحاد العالمي لتنس الطاولة.

## أرقام مهنية
فردي (حتى 9 أبريل 2015)
- الأولمبياد: الميدالية الذهبية (2004).[2]
- بطولة العالم: نصف النهائي (2007).
- كأس العالم: لعب في هذه البطولة خمس مرات وكان الثاني في 2007
- بطولة المحترفين: كان الفائز في 3 :مصر والولايات المتحدة الأمريكية 2004؛ تشيلي 2008.
الثاني في 5: السويد 2001؛ البرازيل 2002؛ اليابان 2005؛ سلوفينيا 2007؛ الكويت 2012.
- جراند فاينال: شارك فيها 9مرات ووصل لنصف النهائي في (2003، 2005، 2010).
- دورة الألعاب الآسيوية: نصف النهائي (2006).
- بطولة آسيا: نصف النهائي (2003).

زوجي الرجال
- الأولمبياد: الرابع (2000).
- بطولة العالم: ربع النهائي (2001، 2005، 2009).
- بطولة المحترفين: فاز 8 مرات: الصين(تشينغداو) 2002؛ كرواتيا ومصر والولايات المتحدة الأمريكية 2004؛ كوريا 2005؛ التبت الصينية 2006؛ الكويت 2007؛ البرازيل 2012.
الثاني 4 مرات: الصين (تشينغداو) 2000؛ كوريا 2010؛ النمسا 2010؛ اليابان 2012.
- جراند فاينال: شارك فيها أربع مرات، وصل حتى نصف النهائي في 2012.
- دورة الألعاب الأسيوية: كان الفائز في 2002.
- بطولة آسيا: نصف النهائي (2005).

الزوجي المختلط
- بطولة العالم: ربع النهائي 2003.
- دورة الألعاب الآسيوية: الثاني 2002.

الفرق
- الأولمبياد: الثالث 2008؛ الثاني 2012.
- بطولة العالم: الثاني: (2006، 2008).
الثالث: (2001، 2004، 2010، 2012).
- كأس العالم للفرق: الثاني 2009 .
الثالث 2007.
- دورة الألعاب الآسيوية: الثاني (2002، 2006).
- بطولة آسيا: الثاني 2005.

## روابط خارجية
- ريو سونج مين على موقع منظمة تنس الطاولة العالمي (الإنجليزية)
- ريو سونج مين على موقع اللجنة الأولمبية الدولية (الإنجليزية)
- ريو سونج مين على موقع أوليمبيديا (الإنجليزية)